# 109 Virginis
Désignations
109 Virginis (en abrégé 109 Vir) est une étoile de la constellation zodiacale de la Vierge. C'est la septième étoile la plus brillante de la constellation avec une magnitude apparente de +3,72, mais elle ne possède pourtant pas de désignation de Bayer. Les mesures de parallaxe annuelle du satellite Gaia indiquent que l’étoile est distante d'environ ∼ 134 a.l. (∼ 41,1 pc) de la Terre. Elle se rapproche du Système solaire à une vitesse radiale d'environ −13 km/s.
109 Virginis est une étoile blanche de la séquence principale de type spectral A0 V, comme l'est Véga par exemple, et elle est suspectée d'être une étoile chimiquement particulière,. Abt et Morrell (1995) lui ont cependant plutôt donné un type spectral A0 IIInn, ce qui correspondrait à une étoile géante qui aurait la particularité de présenter des raies très « nébuleuses ». Elle est âgée de 320 millions d'années.
L'étoile tourne très rapidement sur elle-même, avec une vitesse de rotation projetée de 285 km/s. Cela lui donne une forme aplatieavec un bourrelet équatorial qu'on estime être 31 % plus grand que son rayon polaire. Elle fait 2,58 fois la masse du Soleil et son rayon est 2,7 fois plus grand que celui du Soleil. Sa luminosité vaut 63 fois celle du Soleil et sa température effective est de 9 683 K.
109 Virginis a été suspectée d'être une étoile variable, avant que Adelman (1997) ne montre que sa magnitude est constante.